# よこっちピーマン
よこっちピーマン(本名:横地眞平（よこちしんぺい） 1995年9月18日 - ）は日本のお笑いタレント、吉本新喜劇座員。岩手県花巻市出身、血液型B型、吉本興業所属。

## 来歴・人物
- 花巻北高校時代には応援団に所属。第82代応援団長を務めた。
- 成城大学経済学部経営学科中退後[1]、大阪に移住。2018年に第10個金の卵オーディションを合格して吉本新喜劇座員になった。
- 吉本新喜劇で唯一の東北出身の座員である。
- 趣味は旅、車、バイク。
- 暗算2段、そろばん初段、自動車免許を保持している。
- 新型コロナウイルスの流行を機に、新喜劇に籍を置いたまま岩手へ一時帰郷し、中学生の頃から可愛がってもらっている恩人が運営している岩手県北上市和賀町の「あきちゃん農園」でピーマンの栽培に取り組む。
- 2021年4月からは地元である花巻市でYoutubeチャンネル「まんずねまってけろ」を始動。
- 2022年4月に吉本新喜劇へ出演した際、新喜劇GMの間寛平の命名により「よこっちピーマン」と改名。
- 帰郷は暫定的なため「住みます芸人」には任命されていないが、地元メディアやBSよしもとには、それに準じた扱いで出演している。

## 出演
- よしもと新喜劇（毎日放送）
- ワイドステーション（IBC岩手放送)
- よこっちピーマンのZ世代ラジオ塾（IBC岩手放送）
- じゃじゃじゃTV（IBC岩手放送）
- 天津木村の、今夜ええコトあると思います！（エフエム岩手）※隔週出演
- フラワープラス（えふえむ花巻）※毎週火曜日パーソナリティ

## 関連頂目
- なんばグランド花月
- よしもと祇園花月